# Grammatophyllum speciosum
Grammatophyllum speciosum, numită și orhidee gigantă, orhidee tigru, orhidee trestie de zahăr sau regina orhideelor, este o specie de orhidee originară din Indonezia. Este inclusă de Guinness World Records în Cartea recordurilor ca fiind cea mai înaltă orhidee din lume, cu exemplare înregistrate până la 7,62 m înălțime.

## Descriere

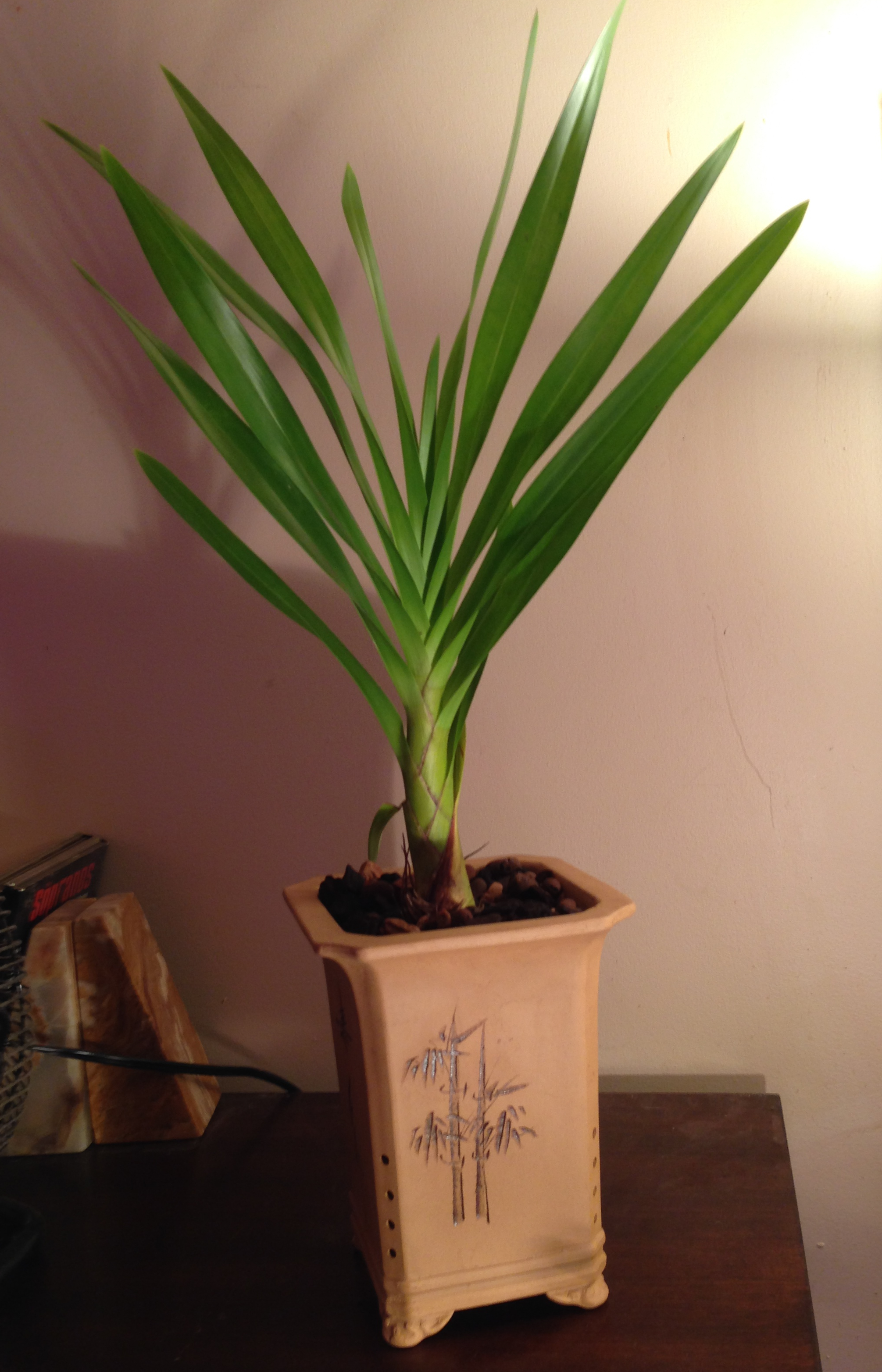
Un exemplar de Grammatophyllum speciousum relativ mic într-un vas ceramic chinezesc.

Această orhidee este o plantă epifită și, ocazional, litofită, formând mănunchiuri radiculare spectaculoase. Pseudobulbii săi cilindrici pot ajunge până la 2,5 m lungime. Planta poate crește în grupuri gigantice care cântăresc de la câteva sute de kilograme până la mai mult de o tonă.
Fiecare racem poate crește până la o înălțime de 3 metri, având până la optzeci de flori, fiecare cu o lățime de 10 cm. Florile sunt de culoare galbenă cu pete maronii sau roșii închis. Sunt remarcabile prin faptul că florilor din partea cea mai de jos a inflorescenței le lipsește petala inferioară și funcționează ca osmofore pentru întreaga inflorescență, continuând să emită miros chimic pentru a atrage polenizatorii, deoarece florile se deschid succesiv. Înflorește doar o dată la doi-patru ani, însă poate rămâne înflorită până la două luni. În plus, s-a constatat că această plantă are potențiale beneficii medicinale. De exemplu, un articol de cercetare al lui Harikarnpakdee și Chowjarean a concluzionat că ajută la vindecarea rănilor la om.

## Denumiri comune

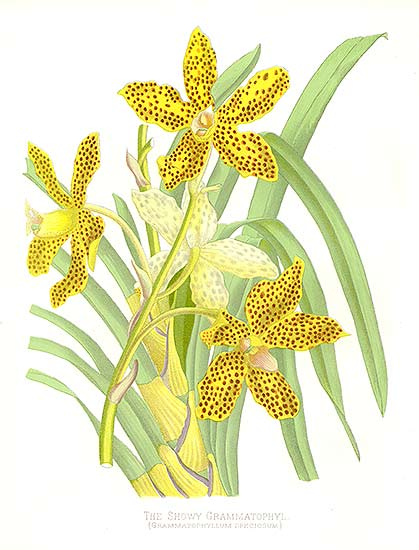
Ilustrație

- Orhidee uriașă, care nu trebuie confundată cu Orthochilus ecristatus (Fernald) Rolfe[4][5] sau Barlia robertiana[6][7], ambele fiind denumite în mod obișnuit și orhidee uriașă.
- Orhidee tigru, care nu trebuie confundată cu Rossioglossum grande sau speciile Maxillaria, ambele fiind denumite și orhidee tigru.
- Regina orhideelor, nu trebuie confundată cu speciile Cattleya
- Orhideea trestie de zahăr, pentru asemănarea cu o plantă de trestie de zahăr din genul Saccharum

## Distribuție și habitat
Orhideea este nativă în Noua Guinee, Indonezia, Malaysia și Filipine. Aici crește pe crengile copacilor mari de pe suprafețele expuse ale pădurii tropicale joase.

## Ecologie
O orhidee uriașă, care cântărea două tone, a fost una dintre atracțiile principale la expoziția din 1851 de la Crystal Palace din Londra.
Din cauza dimensiunilor sale enorme, este rar cultivată, deoarece această specie este de obicei prea mare pentru a fi găzduită de majoritatea serelor. Exemplarele cultivate ale acestei specii sunt întotdeauna crescute ca terestre, deoarece aceste orhidee cresc atât ca epifite, cât și în habitate terestre.